# Cristiana di Georgia
Cristiana, in georgiano წმინდა ნინო?, Ts'minda Nino, in greco Άγιη Νίνω?, Hagía Nína, anche conosciuta come Nino (Colastra, 296 circa – 338 o 340 circa), predicò ed introdusse il Cristianesimo in Georgia.
Secondo le sue fonti agiografiche più diffuse, era originaria di Colastra in Cappadocia, nonché parente di San Giorgio, e giunse in Georgia (l'antica Iberia) proveniente da Costantinopoli. Altre fonti la indicano come di Gerusalemme, di Roma, o gallica. Dopo aver compiuto diverse guarigioni miracolose convertì dapprima la regina Nana e successivamente il re pagano Mirian III di Iberia, che, perso in un bosco fitto ed immerso dalle tenebre durante una battuta di caccia, trovò la strada della salvezza solo dopo aver invocato il "Dio di Nino". Mirian dichiarò quindi il Cristianesimo religione ufficiale (337 circa) e Cristiana continuò le proprie attività missionarie tra i georgiani fino alla sua morte.
La sua tomba è ancora presente nel monastero di Bodbe a Kakheti, nella Georgia orientale. Santa Cristiana è diventata una dei santi più venerati della Chiesa apostolica autocefala ortodossa georgiana e uno dei suoi attributi, la croce di tralci di vite, è il simbolo della cristianità georgiana.
Tuttavia i resoconti agiografici cattolici e ortodossi divergono sulle sue origini e sulla sua famiglia. Per questi ultimi infatti sarebbe stata figlia del generale romano Zabulone ed imparentata, da parte di padre con San Giorgio, mentre da parte di madre con Giovenale I, Patriarca di Gerusalemme.

## Agiografia

### Giovinezza
Al suo dodicesimo anno di vita il padre prese i voti monastici e si recò a vivere presso il fiume Giordano. Appena partito, il Patriarca ordinò la madre diacona.
Rimasta senza il sostegno dei genitori, Cristiana fu quindi cresciuta dai propri parenti e da un'anziana donna, Sara Niaphor; attraverso i racconti di quest'ultima venne a conoscenza dei primi rudimenti del cristianesimo e dell'esistenza di una terra abitata da pagani, l'Iberia, dove sarebbero state custodite le vesti di Gesù. Lo zio Giovenale la portò con sé ancora giovane a Roma, dove Cristiana prese la decisione di predicare il Vangelo in Georgia; narra infatti la leggenda che nella città le apparve in visione la Vergine Maria che, dopo averle dato una croce composta da tralci di vino intrecciati, proferì queste parole:
«Vai in Iberia e annuncia là i Buoni Precetti del Vangelo di Gesù Cristo, così facendo acquisterai benevolenza avanti a Dio e io sarò per te uno scudo contro tutti i nemici visibili e invisibili. Con la forza della croce tu erigerai in quelle terre il vessillo salvificante della fede nel mio amato Figlio e Signore Nostro.»
Mentre era in viaggio verso l'Iberia, al confine tra Anatolia e Caucaso, Cristiana avrebbe inoltre convertito le genti di diversi villaggi tra l'Anatolia settentrionale e l'Armenia.
Alcune fonti ritengono poi che il suo viaggio fosse stato anche propiziato da un evento leggendario, che di fatto la "costrinse" a fuggire da Roma. Si narra infatti che Cristiana fosse stata l'artefice del battesimo della principessa Ripsima, donna bellissima di cui era innamorato lo stesso imperatore Diocleziano. Per sfuggire alle proposte di matrimonio di quest'ultimo la principessa, che voleva mantenersi illibata, fuggì con le ancelle e con Cristiana verso l'Armenia dove tuttavia non riuscì a sfuggire alla propria sorte. Il re Tiridate III, infatti, dopo averla scoperta, se ne innamorò perdutamente e, davanti al rifiuto di quest'ultima di unirsi con lui, la fece torturare e uccidere dai propri soldati. Cristiana riuscì tuttavia a fuggire dalla persecuzione.
Al contrario la tradizione cattolica ritiene che Cristiana si recò in Iberia non di propria spontanea volontà, ma perché schiava. A differenza di quella ortodossa inoltre, quest'ultima non ritiene che la santa fosse di nobile lignaggio.

### Predicazione in Iberia
Cristiana raggiunse i confini dell'antico Regno georgiano di Iberia intorno al 320 d.C. Qui eresse una croce cristiana nel piccolo abitato di Akhalkalaki e iniziò a predicare la propria fede nelle regioni circostanti. Unitasi a un gruppo di pellegrini in marcia per adorare la statua di un dio pagano a Urbnis, la santa rimase sbalordita dal credo della popolazione locale e, per estirparlo, pregò Dio affinché abbattesse tale statua la quale, secondo l'agiografia, cadde dopo poco colpita da un forte vento. A Mtskheta (la capitale dello Stato), si stabilì nel giardino del palazzo reale convertendo alla fede cristiana i giardinieri dello stesso. Il Re Mirian III e la sua nazione adoravano, in una sorta di sincretismo religioso con il vicino Impero Persiano, gli Dei Armazi e Zaden. Subito dopo l'arrivo di Cristiana a Mstkheta, la Regina di Iberia Nana (figlia del Re Asphagor) chiese di avere un colloquio con lei.
La regina, che soffriva di una grave malattia, era a conoscenza dei precetti cristiani ma non si era voluta convertire a tale credo. Cristiana, dopo averla guarita riuscì a convincere lei, le sue due figlie e l'intera sua corte, che includeva un sacerdote giudaico, a convertirsi al cristianesimo ed a essere battezzati. Il Re Mirian dopo avere saputo della conversione della moglie si dimostrò tollerante con il nuovo credo, pur rifiutando ogni sorta di contatto con la fede cristiana. Secondo la leggenda, tuttavia, mentre si trovava in una battuta di caccia, fu sorpreso dalle tenebre (o, per altre fonti cattoliche, da un branco di animali) e si trovò a vagare per la foresta solo e senza alcun punto di riferimento. Disperato il Re proferì allora una preghiera al "Dio di Nino":
«Se quel Cristo che la Prigioniera ha predicato a Sua moglie è veramente Dio, allora lo liberi dalla sua cecità, così che lui possa abbandonare gli altri dei per adorarlo.».
Appena finita la preghiera la luce apparve e il Re tornò in fretta al suo palazzo di Mtskheta. Come promesso il Re rinunciò all'idolatria e, battezzato dalla santa stessa, divenne il primo Re cristiano di Iberia. Su suo ordine tutta la sua corte e gli abitanti del suo Stato si convertirono alla nuova religione e, nel 337, il Cristianesimo fu proclamato religione di Stato, facendo dell'Iberia il secondo Stato cristiano dopo l'Armenia. Secondo altre fonti, di origine ortodossa, Mirian, tutt'altro che tollerante verso i fedeli del nuovo culto, aveva appena ordinato l'uccisione degli adepti (compresa la propria moglie) quando vide calare intorno a sé delle tenebre fittissime, dalle quali riuscì a riemergere solo pregando il Dio cristiano.
Nel 334 Mirian commissionò la costruzione della prima chiesa cristiana in Iberia, la quale fu completata nel 379 sul punto dove oggi sorge la cattedrale Svetitskhoveli di Mstkheta.
Cristiana, dopo essere stata testimone della conversione dell'Iberia alla Cristianità si ritirò sul passo montano di Bodbe, dove morì poco dopo; il Re Mirian commissionò in loco la costruzione di un monastero, dove la tomba della santa è esposta alla venerazione dei fedeli.